# CD43
Leucosialina también conocido como sialoforina o CD43 ( grupo de diferenciación 43) es un transmembrana de la superficie celular de proteína que en los humanos está codificada por el gen SPN.

## Función
La sialoforina (leucosialina) es una importante sialoglicoproteína en la superficie de los linfocitos T humanos, monocitos, granulocitos y algunos linfocitos B, que parece ser importante para la función inmunológica y puede ser parte de un complejo ligando-receptor fisiológico involucrado en la activación de las células T.

## Significación clínica
Los defectos en la molécula CD43 están asociados con el desarrollo del síndrome de Wiskott-Aldrich.  También aparece en aproximadamente el 25% de los MALTomas intestinales.[cita requerida] Mediante inmunohistoquímica, se puede demostrar CD43 en las células T paracorticales de los ganglios linfáticos y las amígdalas sanos; también es positivo en una variedad de tumores linfoides y mieloides. Aunque está presente en más del 90% de los linfomas de células T, generalmente es menos efectivo para demostrar esta condición que el antígeno CD3. Sin embargo, puede ser útil como parte de un panel para demostrar el linfoma linfoblástico de células B, ya que las células malignas en esta afección a menudo son positivas para CD43 y pueden ser difíciles de teñir con otros anticuerpos. Debido a que tiñe los granulocitos y sus precursores, también es un marcador eficaz para los tumores mieloides.

## Interacciones
Se ha demostrado que CD43 interactúa con EZR y Moesin.